# Horst Köppel
Horst Köppel (ur. 17 maja 1948 w Stuttgarcie) – niemiecki piłkarz, reprezentant kraju, grający na pozycji pomocnika.

## Kariera klubowa
Köppel urodził się w Stuttgarcie, a swoją przygodę z piłką rozpoczął w wieku 5 lat w SpVgg Neuwirtshaus. Następnie szkolił się w FV Zuffenhausen, a od 1964–1966 dołączył do VfB Stuttgart. Barwy Die Schwaben reprezentował do 1968. 
Następnie dołączył do Borussii Mönchengladbach, gdzie grał przez kolejne trzy lata. Wraz z drużyną dwukrotnie zdobył Mistrzostwo Niemiec w sezonach 1969/70 i 1970/71. Podczas swojej pierwszej przygody w Borussii w 100 meczach strzelił 23 bramki. W 1971 powrócił do Stuttgartu, jednak po dwóch latach ponownie dołączył do Borussii.
Wraz z Juppem Heynckesem stanowił o sile ofensywnej zespołu z Borussia-Park. Borussia trzykrotnie z rzędu sięgała po Mistrzostwo Niemiec w sezonach 1974/75, 1975/76 i 1976/77. Na arenie międzynarodowej Köppel wraz z klubem dwukrotnie zdobył Puchar UEFA w sezonach 1974/75 oraz 1978/79. Popularne Źrebaki dotarły do finału Pucharu Europy w sezonie 1976/77, gdzie przegrały 1:3 z Liverpoolem. Podczas gry w Borussii w 1976 i 1977 został wypożyczony do Vancouver Whitecaps. 
Borussię opuścił w 1979 i dołączył do 1. FC Viersen, w którym występował jako grający trener. Po sezonie 1980/81 zakończył karierę piłkarską. 
| Sezon   | Klub                        | Kraj   | Rozgrywki                    | Mecze | Bramki |
| ------- | --------------------------- | ------ | ---------------------------- | ----- | ------ |
| 1966/67 | VfB Stuttgart               | RFN    | Bundesliga                   | 27    | 8      |
| 1967/68 | VfB Stuttgart               | RFN    | Bundesliga                   | 34    | 17     |
| 1968/69 | Borussia Mönchengladbach    | RFN    | Bundesliga                   | 32    | 5      |
| 1969/70 | Borussia Mönchengladbach    | RFN    | Bundesliga                   | 34    | 9      |
| 1970/71 | Borussia Mönchengladbach    | RFN    | Bundesliga                   | 34    | 9      |
| 1971/72 | VfB Stuttgart               | RFN    | Bundesliga                   | 34    | 8      |
| 1972/73 | VfB Stuttgart               | RFN    | Bundesliga                   | 29    | 11     |
| 1973/74 | Borussia Mönchengladbach    | RFN    | Bundesliga                   | 31    | 12     |
| 1974/75 | Borussia Mönchengladbach    | RFN    | Bundesliga                   | 7     | 1      |
| 1975/76 | Borussia Mönchengladbach    | RFN    | Bundesliga                   | 16    | 0      |
| 1976/77 | Borussia Mönchengladbach    | RFN    | Bundesliga                   | 22    | 3      |
| 1976    | Vancouver Whitecaps         | Kanada | North American Soccer League | 12    | 1      |
| 1977    | Vancouver Whitecaps         | Kanada | North American Soccer League | 8     | 0      |
| 1977/78 | Borussia Mönchengladbach II | RFN    | Landesliga                   |       |        |
| 1978/79 | Borussia Mönchengladbach    | RFN    | Bundesliga                   | 8     | 0      |
| 1977/78 | 1. FC Viersen               | RFN    | Landesliga                   |       |        |
| 1978/79 | 1. FC Viersen               | RFN    | Oberliga Nordrhein           | 8     | 0      |

## Kariera reprezentacyjna
Köppel reprezentacji zadebiutował 6 marca 1968 w wygranym 3:1 spotkaniu z Belgią. 
Zagrał w czterech spotkaniach eliminacyjnych do Mistrzostw Europy 1972. Po zakwalifikowaniu się na turniej finałowy, Köppel znalazł się w zespole, który zdobył złoty medal. Całe mistrzostwa Köppel przesiedział na ławce rezerwowych.
Ostatni mecz w drużynie narodowej rozegrał 5 września 1973. Przeciwnikiem była drużyna Związku Radzieckiego, a spotkanie zakończyło się zwycięstwem Die Mannschaft 1:0. Łącznie w latach 1968–1973 zagrał w 11 spotkaniach drużyny RFN, w których strzelił dwie bramki.
| Mecze i gole w reprezentacji | Mecze i gole w reprezentacji | Mecze i gole w reprezentacji | Mecze i gole w reprezentacji | Mecze i gole w reprezentacji | Mecze i gole w reprezentacji | Mecze i gole w reprezentacji |
| #                            | Data                         | Miasto                       | Przeciwnik                   | Gol                          | Wynik                        | Rozgrywki                    |
| ---------------------------- | ---------------------------- | ---------------------------- | ---------------------------- | ---------------------------- | ---------------------------- | ---------------------------- |
| 1.                           | 06.03.1968                   | Bruksela                     | Belgia                       |                              | 3:1                          | towarzyski                   |
| 2.                           | 17.04.1968                   | Bazylea                      | Szwajcaria                   |                              | 0:0                          | towarzyski                   |
| 3.                           | 08.05.1968                   | Cardiff                      | Walia                        |                              | 1:1                          | towarzyski                   |
| 4.                           | 25.04.1971                   | Stambuł                      | Turcja                       | Gol                          | 3:0                          | El. ME 1972                  |
| 5.                           | 12.06.1971                   | Karlsruhe                    | Albania                      |                              | 2:0                          | El. ME 1972                  |
| 6.                           | 30.06.1971                   | Kopenhaga                    | Dania                        |                              | 3:1                          | towarzyski                   |
| 7.                           | 08.09.1971                   | Hanower                      | Meksyk                       | Gol                          | 5:0                          | towarzyski                   |
| 8.                           | 10.10.1971                   | Warszawa                     | Polska                       |                              | 3:1                          | El. ME 1972                  |
| 9.                           | 17.11.1971                   | Hamburg                      | Polska                       |                              | 0:0                          | El. ME 1972                  |
| 10.                          | 12.05.1973                   | Hamburg                      | Bułgaria                     |                              | 3:0                          | towarzyski                   |
| 11.                          | 05.09.1973                   | Moskwa                       | ZSRR                         |                              | 1:0                          | towarzyski                   |

## Kariera trenerska
Köppel pracę trenera rozpoczął w 1979 jako grający trener 1. FC Viersen. Następnie był asystentem Rinusa Michelsa w 1. FC Köln.
Przygodę na ławce trenerskiej rozpoczynał w 1982 w Arminii. Potem był asystentem trenera reprezentacji, oraz trenerem Bayeru Uerdingen. 1 lipca 1988 został trenerem Borussii Dortmund. Poprowadził zespół do Pucharu Niemiec w sezonie 1988/89 oraz Superpucharu Niemiec w 1989. Drużynę opuścił 30 czerwca 1991 po 121 spotkaniach na ławce trenerskiej. 
Następnie pracował m.in. w zespołach Fortuna Düsseldorf, FC Tirol Innsbruck, Eintracht Frankfurt (jako asystent), czy krótko w Japonii w Urawa Red Diamonds. 
Po ponad trzyletniej przerwie, 1 lipca 2001 powrócił do pracy trenera w rezerwach Borussii Dortmund. Pracował tam do 30 czerwca 2004, kiedy to objął ster nad rezerwami Borussii Mönchengladbach.
Został tymczasowym menadżerem Borussii Mönchengladbach 27 października 2004. Dick Advocaat został zatrudniony jako nowy menadżer, kończąc karierę Köppela na stanowisku tymczasowego menedżera 1 listopada 2004. Köppel powrócił do drużyny rezerw 2 listopada 2004. Następnie Köppel został menadżerem drużyny seniorów po tym, jak Advocaat zrezygnował z funkcji menadżera klubu 18 kwietnia 2005. Pracował z drużyną do 16 maja 2006, kiedy został zwolniony. 
5 sierpnia 2006 rozpoczął pracę w Al-Wahda. skąd został zwolniony 11 października 2006. Od 27 kwietnia do 10 listopada 2009 pracował w FC Ingolstadt 04, które było jego ostatnim zespołem.
| Zespół                      | Od                   | Do                   | Bilans | Bilans | Bilans | Bilans | Bilans |
| Zespół                      | Od                   | Do                   | M      | Z      | R      | P      |        |
| --------------------------- | -------------------- | -------------------- | ------ | ------ | ------ | ------ | ------ |
| Arminia Bielefeld           | 1 lipca 1982         | 30 czerwca 1983      | 38     | 14     | 8      | 16     |        |
| Bayer Uerdingen             | 1 lipca 1987         | 1 grudnia 1987       | 20     | 7      | 3      | 10     |        |
| Borussia Dortmund           | 1 lipca 1988         | 30 czerwca 1991      | 121    | 51     | 39     | 31     |        |
| Fortuna Düsseldorf          | 26 marca 1992        | 10 sierpnia 1992     | 16     | 1      | 5      | 10     |        |
| Tirol Innsbruck             | 1 lipca 1993         | 15 maja 1994         | 41     | 17     | 12     | 12     |        |
| Urawa Reds Diamonds         | 1 lutego 1997        | 31 grudnia 1997      | 32     | 17     | 0      | 15     |        |
| Borussia Dortmund II        | 1 lipca 2001         | 30 czerwca 2004      | 102    | 49     | 25     | 28     |        |
| Borussia Mönchengladbach II | 1 lipca 2004         | 27 października 2004 | 12     | 8      | 2      | 2      |        |
| Borussia Mönchengladbach    | 27 października 2004 | 1 listopada 2004     | 1      | 1      | 0      | 0      |        |
| Borussia Mönchengladbach II | 2 listopada 2004     | 18 kwietnia 2005     | 14     | 8      | 4      | 2      |        |
| Borussia Mönchengladbach    | 18 kwietnia 2005     | 16 maja 2006         | 41     | 12     | 15     | 14     |        |
| Al-Wahda                    | 5 sierpnia 2006      | 11 października 2006 | 4      | 2      | 0      | 2      |        |
| Ingolstadt 04               | 27 kwietnia 2009     | 10 listopada 2009    | 22     | 8      | 4      | 10     |        |
| Ogólnie                     | Ogólnie              | Ogólnie              | 464    | 195    | 117    | 152    |        |

## Sukcesy

### Zawodnik
RFN
- Mistrzostwa Europy (1): 1972 (1. miejsce)

	Borussia Mönchengladbach
- Finał Pucharu Europy (1): 1976/77
- Puchar UEFA (2): 1974/75, 1978/79
- Mistrzostwo Niemiec (5): 1969/70, 1970/71, 1974/75, 1975/76, 1976/77

### Trener
Borussia Dortmund
- Puchar Niemiec (1): 1988/89
- Superpuchar Niemiec (1): 1989